# Revolutions per Minute (álbum de Skid Row)
Revolutions per Minute —en español: Revoluciones por minuto— es el quinto álbum de estudio de la banda de hard rock estadounidense Skid Row, lanzado el 24 de octubre de 2006. Es el primer disco de la banda en el que participa el baterista Dave Gara, reemplazando al ex-Saigon Kick Phil Varone.
Michael Wagener se reunió temporalmente con la banda para grabar el álbum. Su último aporte a la agrupación, fue la producción del disco de 1991 Slave to the Grind. El álbum, recibió reseñas negativas y solamente pudo ingresar en las listas de éxitos en Japón, donde se ubicó en la posición No. 266. La canción "Shut Up Baby, I Love You" fue publicada como sencillo.

## Lista de canciones
1. "Disease"
2. "Another Dick in the System"
3. "Pulling My Heart Out from Under Me"
4. "When God Can't Wait"
5. "Shut Up Baby, I Love You"
6. "Strength"
7. "White Trash"
8. "You Lie"
9. "Nothing"
10. "Love Is Dead"
11. "Let It Ride"
12. "You Lie"
13. "Aniway you want it

## Miembros
- Johnny Solinger – Voz
- Dave Sabo – Guitarra
- Scotti Hill – Guitarra
- Rachel Bolan – Bajo
- Dave Gara – Batería